# Rachida Ferdjaoui
Rachida Ferdjaoui (sinh năm 1965)  là một vận động viên chạy nước rút và vượt rào người Algérie đã nghỉ hưu, người đã nhìn thấy thành công ở cấp độ lục địa.
Tại Giải vô địch điền kinh Ả Rập, cô đã giành được ba huy chương vàng; 100 và 200 mét vào năm 1983 và chỉ 200 mét vào năm 1987. Tại Giải vô địch Maghreb năm 1983, cô đã giành được bạc trong 200 và đồng trong các chướng ngại vật 400 mét, tiếp tục giành được các chướng ngại vật 400 mét tại Giải vô địch Maghreb 1986. Cô cũng giành được huy chương bạc trong các chướng ngại vật tại Giải vô địch châu Phi 1984, mặc dù chỉ có hai kết thúc. Cô cũng đã hoàn thành thứ tám trong 800 mét tại Thế vận hội Địa Trung Hải 1983.
Cô đã trở thành nhà vô địch Algérie 8 lần trong khoảng thời gian từ 1983 đến 1988, trong các chướng ngại vật 100, 200, 400 mét và 400 mét.